# Сталне чланице Савјета безбједности Уједињених нација
Сталне чланице Савјета безбједности Организације уједињених нација, познате и као Стална петица, Велика петица или P5, обухватају пет држава: Кина, Русија, Сједињене Државе, Уједињено Краљевство и Француска. Чланице представљају пет велесила које се сматрају побједницама у Другом свјетском рату. Свака од чланица има право вета, што им омогућава спречавање усвајање било ког нацрта резулуције Савјета безбједности, без обзира на ниво међународне подршке за израду.

## Тренутне чланице
| Држава               | Тренутно стање                                         | Период | Бивше стање                                                                            | Лидер                                                     | Тренутни представници |
| -------------------- | ------------------------------------------------------ | ------ | -------------------------------------------------------------------------------------- | --------------------------------------------------------- | --------------------- |
| Кина                 | Народна Република Кина                                 | 1971   | Република Кина (1945—1949) (на копну) · Република Кина (1949—1971) (на Тајвану)        | Предсједни: Си Ђинпинг Премијер: Ли Кећанг                | Љу Ђеји               |
| Француска            | Пета француска република                               | 1958   | Прелазна влада Француске Републике (1945—1946) Четврта француска република (1946—1958) | Предсједник: Франсоа Оланд Премијер: Бернард Казнев       | Франсоа Деларте       |
| Русија               | Руска Федерација                                       | 1992   | Савез Совјетских Социјалистичких Република (1945—1991)                                 | Предсједник: Владимир Путин Премијер: Дмитриј Медведев    | Виталиј Чуркин        |
| Уједињено Краљевство | Уједињено Краљевство Велике Британије и Сјеверне Ирске | 1945   | —                                                                                      | Монарх: Елизабета II Премијер: Тереза Меј                 | Метју Рикрофт         |
| Сједињене Државе     | Сједињене Америчке Државе                              | 1945   | —                                                                                      | Предсједник: Барак Обама Замјеник предсједника: Џо Бајден | Саманта Пауер         |

Приликом основања Организације уједињених нација 1945. године, пет сталних чланица Савјета безбједности ОУН су биле Француска Република, Република Кина, Уједињено Краљевство, Сједињене Државе и Совјетски Савез. Од тада су биле двије промјене, иако се то није одразило на члан 23. Повеље Организације уједињених нација јер измјена није била у складу са:
- Мјесто Кине је првобитно држала Националистичка влада Републике Кине. Међутим, поражена је у Кинеском грађанском рату и повукла се на острво Тајван 1949. године. Комунистичка партија која је побједила у копненој Кини успоставила је Народну Републику Кину. Резулоцијом 2758 Генералне скупштинр ОУН Влада Народне Републике Кине је призната као законски представник Кине у ОУН и додјељено јој је сједиште које је држала Република Кина, која је избачена из ОУН у потпуности. Обје владе још увијек имају званичне територијалне претензије једна према другој. Међутим, само 22 државе су наставила да признају територијални суверенитет Републике Кине, док многе незванично признају Тајван.
- Нако распада Совјетског Савеза 1991. године, Русија је призната као законски насљедник Совјетског Савеза и задржала је позицију у Савјету безбједности.

Поред горе наведеног, Француска је реформисала своју привремену владу у Четврту француску републику 1944. године, а касније у Пету француску републику 1958. под вођство Шарла де Гола. Француска је здржала мјесто јер није било промјена у њеном међународном положају и признању, иако су многе од њених прекоокеански територије постале касније независне.
Пет сталних чланица Савјета безбједности ОУН који су биле побједничке силе у Другом свјетком рату су остале најмоћније војне силе на свијету од тада. Они су сваке године на врху списка земаља са највећим војним издацима; 2011. године оне су потрошиле око 1 трилиона америчких долара на одбрану, што чини преко 60% свјетских војних издатака (САД чине око 40%). Они су такође пет од шест свјетских највећих извозника оружја, заједно са Њемачком и оне су једине земље званично признате као „државе са нуклеарним наоружањем” у оквиру Уговора о неширењу нуклеарног наоружања, иако постоје друге земље за које се зна или вјерује да посједују нуклеарно оружје.